# Oletta

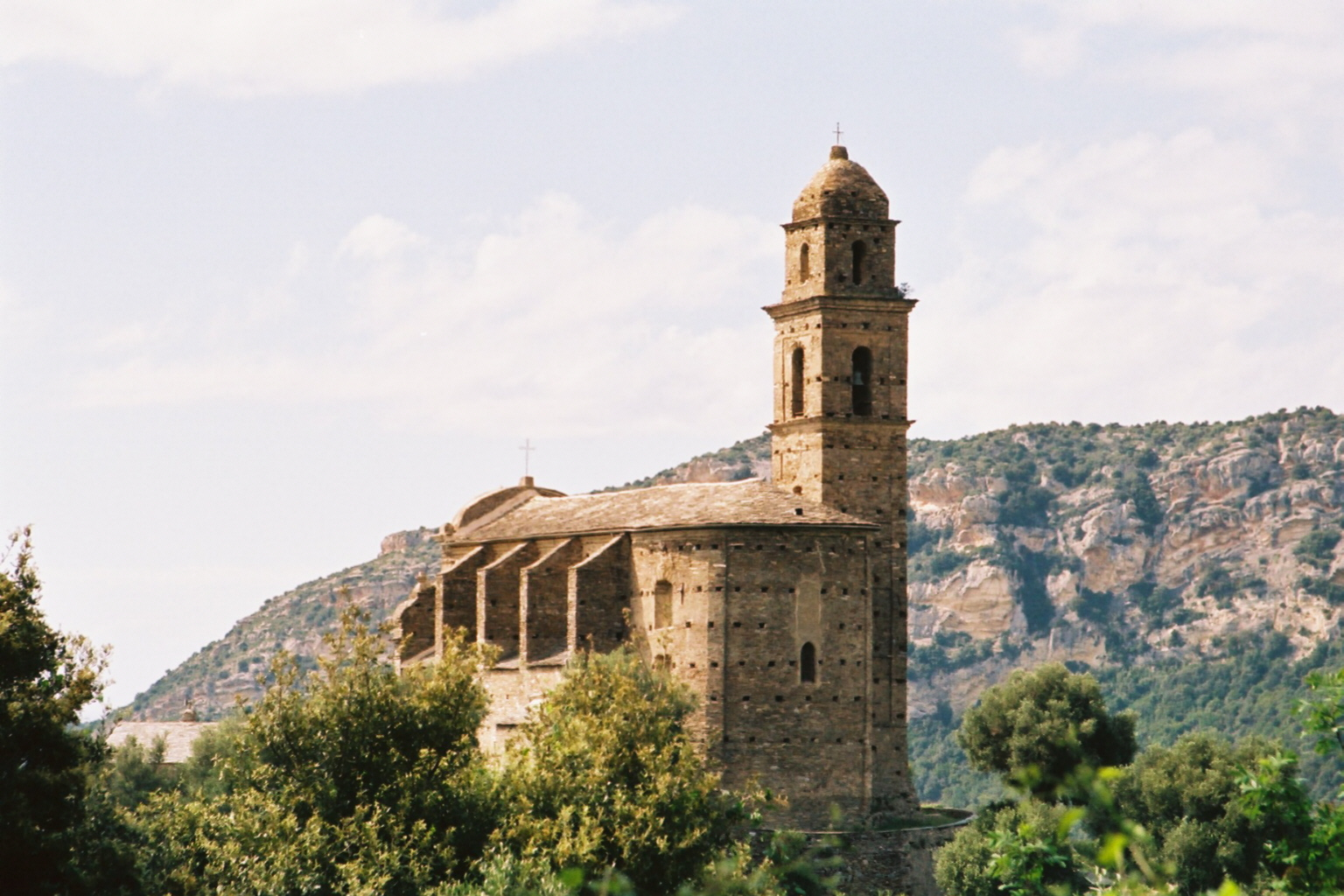
Kościół w Olettcie

Oletta – miejscowość i gmina we Francji, w regionie Korsyka, w departamencie Górna Korsyka.
Według danych na rok 1990 gminę zamieszkiwało 879 osób, a gęstość zaludnienia wynosiła 33 osoby/km².